# Metophthalmus clarki
Metophthalmus clarki là một loài bọ cánh cứng trong họ Latridiidae. Loài này được Andrews miêu tả khoa học năm 2001.